# Tortuga (Trinidad y Tobago)
Tortuga es una localidad de Trinidad y Tobago, que forma parte de la región de Couva-Tabaquite-Talparo.

## Geografía
La localidad abarca parte de la isla Trinidad y limita al norte con Gran Couva, al sur con Bonne Aventure, al este con Corosal y Poonah y al oeste con Indian Trail , Forres Park y Bonne Aventure.

## Demografía
Datos demográficos de la localidad de Tortuga:
| Gráfica de evolución demográfica de Tortuga entre 2000 y 2011 |
|                                                               |